# 겜스복
겜스복(Gemsbok, 학명: Oryx gazella)은 오릭스속에 속한 영양의 일종으로, 남아프리카오릭스라고도 일컫는다. 오로지 남아프리카 등지에서만 서식하는 오릭스로, 현존하는 오릭스 가운데 개체 수가 으뜸이며 멸종의 우려가 가장 적다. 한때 아프리카오릭스를 겜스복의 아종 중 하나로 분류했으나, 현재는 같은 속에 소속된 서로 다른 종으로 분류한다.
어깨높이 최대 145cm, 몸무게 최대 270kg이다. 암수 모두 뿔이 있지만 수컷이 더 잘 발달되어 있다. 회색 몸에 검은 문신 모양의 무늬가 그려진 흰 머리를 가졌으며, 꼬리와 다리, 배 부분이 검은색이라는 점에서 아프리카오릭스와 구별된다. 반사막지대 또는 사바나에 서식하며, 일부다처의 무리를 지어 생활한다. 주식은 나뭇잎이지만 뿌리, 열매도 먹는다. 임신기간은 280일 정도, 한배에 새끼를 1마리씩 낳는다. 천적은 사자, 점박이하이에나, 표범, 리카온 등이다. 나미비아, 남아프리카공화국, 보츠와나등 남아프리카에 분포하며, 대표적인 자생지는 칼라하리 사막이다. 나미비아의 국장에도 묘사되어 있다. 야생에 약 373,000마리가 서식한다.

## 어원
겜스복(Gemsbok)이라는 영어 낱말은 겜즈벅(/ˈɡɛmzbɒk/)이라고 발음하며, 아프리칸스어에서 유래되었다. 원래 이 단어는 네덜란드어로 수컷 샤무아를 가리키는 말이었다.

## 특징
겜스복은 어깨 높이가 1.2m, 몸길이가 190-240cm, 꼬리 길이가 45-90cm, 몸무게가 수컷이 180-240kg, 암컷이 100-210kg에 육박하는 오릭스속에서 가장 덩치가 큰 동물이다. 모피는 옅은 회갈색 색채를 띄지만 엉덩이 쪽 모피는 탈색된 듯 밋밋하며, 꼬리 전체가 검은 단모로 뒤덮여 있다. 가장 큰 특징은 검은 얼굴 문양이다.

## 기타
한국에선 서울대공원 제1아프리카관에서 볼 수 있는데, 동시에 현재 제1아프리카관에서 볼 수 있는 유일한 영양이다.(한때 큰쿠두, 물영양, 스프링복도 있었으나 전부 폐사하여 없는 상태이다.) 또한 기존에는 사바나얼룩말들과 합사했었으나 겜스복들과 얼룩말들이 서로 공격하고 싸운다는 이유로 현재는 분리 사육 중이다.